# Worthville (Kentucky)
Pour les articles homonymes, voir Worthville.
Worthville est une ville américaine du comté de Carroll, dans l’État du Kentucky. Elle comptait 185 habitants lors du recensement de 2010.

## Géographie
La superficie totale de Worthville est de 0,78 km2 (soit 0,3 mi2), intégralement composée de terre.

## Source
- (en) Cet article est partiellement ou en totalité issu de l’article de Wikipédia en anglais intitulé « Worthville, Kentucky » (voir la liste des auteurs).

1. ↑  (en)« https://www.census.gov/geo/www/gazetteer/files/2010_place_list_21.txt »(Archive.org • Wikiwix • Archive.is • Google • Que faire ?) U.S Census Bureau